# 八木俊道
八木 俊道（やぎ としみち、1935年5月27日 - 2006年9月19日）は日本の総務官僚。総務事務次官、環境省顧問、日本大学政経研究所所長などを歴任し、2006年に電源開発監査役に就任したが、同年死去し正四位瑞宝重光章を追贈された。

## 来歴
東京都出身。1958年中央大学法学部卒業。総務庁長官官房長、総務庁行政管理局長等を経て、1994年から総務事務次官を務めた。退官後、環境省顧問、日本大学法学部教授。

## 略歴
- 1958年3月：中央大学法学部法律学科卒業[1]
- 1959年9月：国家公務員採用上級甲種試験（法律）合格
- 1960年1月：調達庁入庁
- 1960年9月：国家公務員採用上級甲種試験（行政）合格
- 1961年3月：行政管理庁入庁
- 1978年7月：行政管理庁行政管理局管理官
- 1984年7月：総務庁行政管理局管理官
- 1985年4月：総務庁行政管理局企画調整課長
- 1987年7月：総務庁長官官房会計課長
- 1988年7月：総務庁長官官房審議官
- 1989年7月：総務庁関東管区行政監察局長
- 1990年7月：総務庁長官官房審議官
- 1991年7月：総務庁長官官房長
- 1993年7月：総務庁行政管理局長
- 1994年7月：総務事務次官
- 1995年6月：退官
- 1995年7月：日本大学法学部教授
- 1996年7月：総理府行政改革会議事務局次長
- 2001年4月：日本大学政経研究所所長
- 2002年6月：環境省顧問
- 2003年4月：日本大学法学部人事委員長
- 2005年5月：日本大学大学院非常勤講師
- 2006年6月：電源開発監査役
- 2006年9月：正四位瑞宝重光章